# Hans Ulrich Klintzsch
Hans Ulrich Klintzsch, född den 4 november 1898 i Lübbenau, död den 17 augusti 1959, var en tysk nationalsocialistisk politiker och militär. Han var stabschef för NSDAP:s paramilitära förband SA från 1921 till 1923. Han omkom 1959 på sin sons bröllop.